# Mohand Arav Bessaoud
Mohand Arav Bessaoud (Taguemount El Djedid, 24 december 1924 – Newport, Isle of Wight, 1 januari 2002) was een Algerijnse schrijver en activist uit Kabylië. Hij wordt beschouwd als de spirituele vader van het berberisme (Dda Moh) en ontwierp de Berberse vlag. Hij was een groot voorstander van de heropleving van de Berberse cultuur.

## Biografie
Bessaoud maakte in 1963 deel uit van de beweging die leidde tot de opkomst van het Nationaal Bevrijdingsfront. Hij publiceerde in 1963 Heureux les martyrs qui n’ont rien vu (vrij vertaald: Gezegend zijn de martelaren die niks gezien hebben), waarin hij zijn oorlogservaringen met de Franse koloniale machthebber documenteerde. Dit boek leidde ertoe dat hij ter dood werd veroordeeld door de regering van Ahmed Ben Bella. Hij beschreef namelijk expliciet hoe Ramdane Abbane (een van de historische leiders van de Algerijnse beweging) niet werd gedood in de strijd, maar werd vermoord door Abdelhafid Boussouf, een Algerijnse nationalist en leider van het 'Front de libération nationale' (FLN).
In 1965 vluchtte Bessaoud naar Frankrijk. Samen met onder meer Taos Amrouche, Mohammed Arkoun, Abdelkader Rahmani en Mohand Saïd Hanouz, richtte hij in 1966 de Berber Academie (Académie berbère) in Parijs op. In 1969 organiseerde hij het eerste Berberse muziekconcert en stichtte hij een op Berbers gericht tijdschrift, Imazighène.
In 1978, onder diplomatieke druk van Algerije, werd Mohand Arav geboden Frankrijk te verlaten. Hij ontbond de Académie Berbère en vestigde zich uiteindelijk op het Isle of Wight. In 1997 keerde hij voor de laatste keer terug naar Algerije, waarna hij op 1 januari 2002 overleed.

## Gepubliceerd werk
Bessaoud schreef over de Algerijnse onafhankelijkheidsoorlog, de nasleep ervan en de geschiedenis van de Berbers. Hij werd beschouwd als een geestelijk leider van het berberisme in de 20e en vroege 21e eeuw.
- Heureux les martyrs qui n’ont rien vu, 1963
- F.F.S.: espoir et trahison, 1966
- De petites gens pour une grande cause, ou l'histoire de l'academie Berbere 1966-1978, 2000
- L'identité provisoire
- Quelques pages de notre histoire, met Saïd Aït Ameur
- Les prénoms berbères

- Bibliothèque nationale de France: cb11891797x (data)
- International Standard Name Identifier: 0000 0000 0012 9534
- Library of Congress Control Number: no2017153921
- Système universitaire de documentation: 026725673
- Virtual International Authority File: 71387413
- WorldCat: E39PBJxrWHBPqrh8xHTdwyK68C